# Ultimate Spider-Man (jeu vidéo)
Pour les articles homonymes, voir Ultimate Spider-Man et Ultimate Spider-Man (série télévisée d'animation).
Ultimate Spider-Man est un jeu vidéo d'action et de plate-forme, développé par Treyarch et édité par Activision en 2005 sur GameCube, PS2, Xbox et sous Windows. Parallèlement, Vicarious Visions a développé une autre version sur Game Boy Advance et Nintendo DS.

## Synopsis
Après avoir expliqué comment il est devenu Spider-Man, Peter Parker révèle que son père et celui d’Eddie Brock, Richard Parker et Eddie Brock Sr. ont travaillé ensemble pour trouver un remède aux maladies en phase terminales, et ils ont créé une substance liquide noire qui peut envelopper les corps et les guérir, en plus d’améliorer leur force et d’autres capacités. Cependant, ils ont été trompés en vendant le « costume » à Trask Industries, et plus tard, Richard Parker, est mort dans un accident d’avion avant qu’ils ne puissent terminer le travail sur le costume. Des années plus tard, Peter et Eddie se réunissent et découvrent que le costume est leur héritage. Après avoir appris comment son père a été trompé par Trask Industries, Spider-Man tente de prendre le costume et est recouvert par une partie de celui-ci. Bien qu’il améliore ses pouvoirs, le costume instable tente également de le consommer, forçant Peter à l’enlever. Plus tard, Eddie se sent trahi en apprenant comment Peter a essayé de voler le costume et, après avoir déduit qu'il est Spider-Man, il prend le reste du costume pour lui-même, devenant Venom.
Après une bagarre avec Peter qui semble entraîner la mort de Venom, Adrian Toomes, un employé de Bolivar Trask qui a secrètement été témoin de leur confrontation, contacte son patron pour l’informer des capacités du costume. Trois mois plus tard, alors que Peter est revenu à sa vie normale, Eddie a été forcé de se nourrir de l’énergie de vie des civils pour empêcher le costume de le consommer. Une nuit, il combat et bat Wolverine. Plus tard, après une conversation à ce sujet avec Mary Jane Watson, Spider-Man enquête sur quelque chose qui sévit dans le Queens, et découvre qu’il s’agit de R.H.I.N.O., une armure-robot à l'apparence de rhinocéros, construit par Trask Industries. Bien qu’il batte R.H.I.N.O. et neutralise son pilote, Alex O’Hirn, qu'il livre à la police, Spider-Man ne reconnaît pas le nom de la compagnie. Par la suite, Trask engage Silver Sable Wild pour capturer Eddie, mais il les bat avec l'apparence de Venom et s’échappe.
Plus tard, lors d’une excursion au Metropolitan Museum of Art, Peter sent la présence de Venom à proximité et le défait. Venom est alors capturé par Sable, que Spider-Man suppose travaille pour le S.H.I.E.L.D., Eddie est emprisonné à l’intérieur d’une cage d’énergie par Trask. Contraint de tester le costume Venom pour lui, il poursuit et bat Electro, tout en protégeant Spider-Man, qui a été assommé par Electro quand il est intervenu. Puis le S.H.I.E.L.D. arrive et arrête Electro, Venom s’enfuit et Nick Fury réveille Spider-Man, seulement pour lle réprimander de constamment mettre sa vie en danger. Eddie retourne vers Trask et l’informe qu’il avait plus de contrôle sur le costume en présence de Spider-Man. Se souvenant que l’ADN de Richard Parker a été utilisé comme base du costume, Trask conclut que Peter est Spider-Man et que l’obtention d’une partie de son ADN aidera à stabiliser la combinaison. Sable prend Eddie avec elle pour traquer Peter, mais il se transforme en Venom et s’échappe.
Pendant ce temps, le Scarabé libère le Bouffon Vert, prisonnier du S.H.I.E.L.D. (à la suite des évènements de Spider-Man : Bataille pour New York sorti l'année suivante et qui est un préquel à ce jeu), et vole une fiole contenant un échantillon de l'Homme-sable pour son mystérieux employeur. Après avoir affronté Spider-Man, le Scarabé s’enfuit à l’ambassade de Latvérie. Nick Fury demande ensuite à Spider-Man d’infiltrer l’ambassade, mais le Bouffon Vert qui y est caché émerge de l’intérieur. Spider-Man le bat et il est à nouveau arrêté par le S.H.I.E.L.D. Pendant ce temps, Venom bat le Scarabé alors que celui-ci tente de recueillir un échantillon du symbiote.
Plus tard, Silver Sable kidnappe Peter et tente de le livrer à Trask, mais il s’échappe et la combat. Venom interfère et kidnappe Sable, forçant Spider-Man à le chasser et à le vaincre, mais la bataille les laisse tous deux épuisés, permettant à Sable de les livrer à Trask. Alors qu’Eddie est emprisonné, Peter se voit injecté un échantillon de fortune de la combinaison Venom par Toomes, le transformant en Carnage, qui s'apprête à provoquer un saccage. Venom s'échappe et bat Carnage, avant d’absorber le symbiote de Peter, ce qui lui donne le plein contrôle sur le costume. Venom tente alors de se venger de Trask, mais Spider-Man va l’avertir, conduisant Trask à tenter de s’échapper par hélicoptère. Lorsque Venom tente de détruire l’hélicoptère, Spider-Man l’affronte et le bat.
Puis le S.H.I.E.L.D. arrive pour arrêter Venom et Trask, Peter récupère quelques fichiers de ce dernier, qui révèlent que l’accident d’avion qui a tué les parents de Peter a été causée par le père d’Eddie voulant essayer le costume Venom à bord et a perdu le contrôle en raison de son incompatibilité. Après que Peter ait dit à Nick Fury qu’Eddie devait voir les dossiers, Fury lui révèle qu’Eddie s’est échappé. Quelques jours plus tard, Venom tue Trask en prison, tandis que Peter exprime ses inquiétudes au sujet d’Eddie à Mary Jane, en disant qu’il n’est pas sûr s’il a peur d’Eddie, ou pour lui. Plus tard, on peut voir un Eddie partiellement transformé saute d’un gratte-ciel, se transformant en Venom juste avant qu’il ne touche le sol.

## Système de jeu

### Généralités
En plus de contrôler Spider-Man, qui utilise rapidité et agilité pour battre ses ennemis, on peut contrôler dans quelques missions Venom, l'ennemi de Spider-Man qui utilise force et puissance pour détruire la ville. Quand on joue avec Venom, on se défoule. Avec Spider-Man, les missions consistent souvent à atteindre des objectifs, affronter un ennemi ou faire une course.
Pour passer aux chapitres successifs du jeu, le joueur doit accomplir des objectifs secondaires :
- trouver des items plus ou moins cachés à travers la ville et correspondant à divers bonus (couvertures de comics, lieux-clés, et jetons dits "secrets")
- remplir des sessions de combat, quêtes annexes consistant à affronter plusieurs vagues d'ennemis.
- réussir des courses chronométrées où Spider-Man doit passer des checkpoints, parfois dans une position bien précise. Au bout de cinq médailles, la Torche réapparaît pour défier Spider-Man dans une nouvelle course. Si Spider-Man l'emporte, des courses en difficulté supérieure se débloquent alors.
- accomplir des événements de ville : conduire un blessé à l'hôpital, mettre un terme à une guerre de gangs, empêcher des voyous (voire parfois Shocker ou Boomerang) de braquer un fourgon blindé, stopper une voiture en excès de vitesse...

Une fois le scénario terminé, le joueur débloque des costumes alternatifs en réalisant un nombre donné de ces objectifs secondaires. Il a également la possibilité d'incarner Venom en toute liberté, pouvant alors soit accomplir ses propres courses, soit s'amuser à semer le chaos jusqu'à se faire abattre par les forces de l'ordre.
À noter que Venom doit régulièrement absorber l'énergie vitale des civils et des policiers pour recharger sa jauge de santé.

### Personnages
| Liste des personnages |
| --- |
| - Peter Parker / Spider-Man / Carnage (jouable) - Eddie Brock Jr. / Venom (jouable) - Mary Jane « MJ » Watson - Alex O'Hirn / Le R.H.I.N.O. - Herman Schultz / Le Shocker - Le Dr Adrian Toomes - Nick Fury, directeur du SHIELD - Johnny Storm / La Torche Humaine - Max Dillon / Electro - Sharon Carter, agent du SHIELD - Silver Sable - Bolivar Trask - Logan / Wolverine - Le Dr. Richard Parker - Norman Osborn / Le Bouffon Vert (sous l'apparence du Super-Bouffon) - Le Dr. Edward Brock Sr. / Venom - Abner Jenkins / Le Scarabée |
| Ennemis |
| - Voyous et gangs criminels - Braqueurs de banque - Sbires du Shocker - Sbires de Bolivar Trask - Scientifiques - Policiers (ennemis pour Venom uniquement) - Policiers du SWAT (ennemis pour Venom uniquement) - Agents du SHIELD (ennemis pour Venom uniquement) |
| Autres |
| - Passants de New York - Scientifiques - Automobilistes à sauver - Civils à sauver |